# Olkusz
Olkusz – miasto w województwie małopolskim, siedziba powiatu olkuskiego i gminy Olkusz. Jest położony w historycznym regionie małopolskiej ziemi krakowskiej na zachodniej granicy Wyżyny Krakowsko-Częstochowskiej oraz południowo-wschodnich rubieżach Wyżyny Woźnicko-Wieluńskiej, nad rzeką Babą, przy drodze krajowej nr 94 i przy drogach wojewódzkich: nr 783 i nr 791.
Był miastem królewskim Korony Królestwa Polskiego.
Zgodnie z danymi GUS na dzień 30 czerwca 2024 r. miasto zamieszkiwało 32 048 stałych mieszkańców.

## Położenie
Olkusz leży w dawnej ziemi krakowskiej historycznej Małopolski. Miasto położone jest na Wyżynie Krakowsko-Częstochowskiej, dokładniej na Wyżynie Olkuskiej, 6 km na południe od Pustyni Błędowskiej. Znajduje się w połowie drogi krajowej numer 94, pomiędzy Będzinem a Krakowem, przy linii kolejowej 62 Tunel – Sosnowiec Główny. Przez miasto przechodzi Linia Hutnicza Szerokotorowa (LHS), która ma swój koniec w nieodległym Sławkowie. W odległości 20 kilometrów od miasta przebiega autostrada A4 będąca częścią drogi międzynarodowej o numerze E40.

## Nazwa miasta
Pierwsze zapisy nazwy miasta kształtują się następująco: Lcuhs (1257), Hilcus (1262), Helcus (1301), Ylcus (1314), Elcus (1409), Olkusch (1462). Jeszcze w XVIII w. miasto nazywane było niekiedy Ilkuszem. Wskazuje to na pochodzenie jego nazwy od imienia Hilke (inaczej Hilcus, Hildebrand) i udział kolonistów niemieckich w lokacji miasta. Spolonizowana forma Hilkusz przeobraziła się ostatecznie w dzisiejszy Olkusz.

## Historia
Na terenie Olkusza już we wczesnym średniowieczu rozwinęło się górnictwo, ze względu na płytko położone pokłady srebra. Początkowo osadnictwo rozwijało się na zachód od obecnego miasta, lecz w połowie XIII wieku gród został przeniesiony tuż nad rzekę Babę. Przed 1299 rokiem miasto zostało lokowane na prawie niemieckim (akt lokacyjny miasta zaginął, niemożliwe jest ustalenie dokładnej daty). Od tego momentu następuje intensywny rozwój Olkusza.

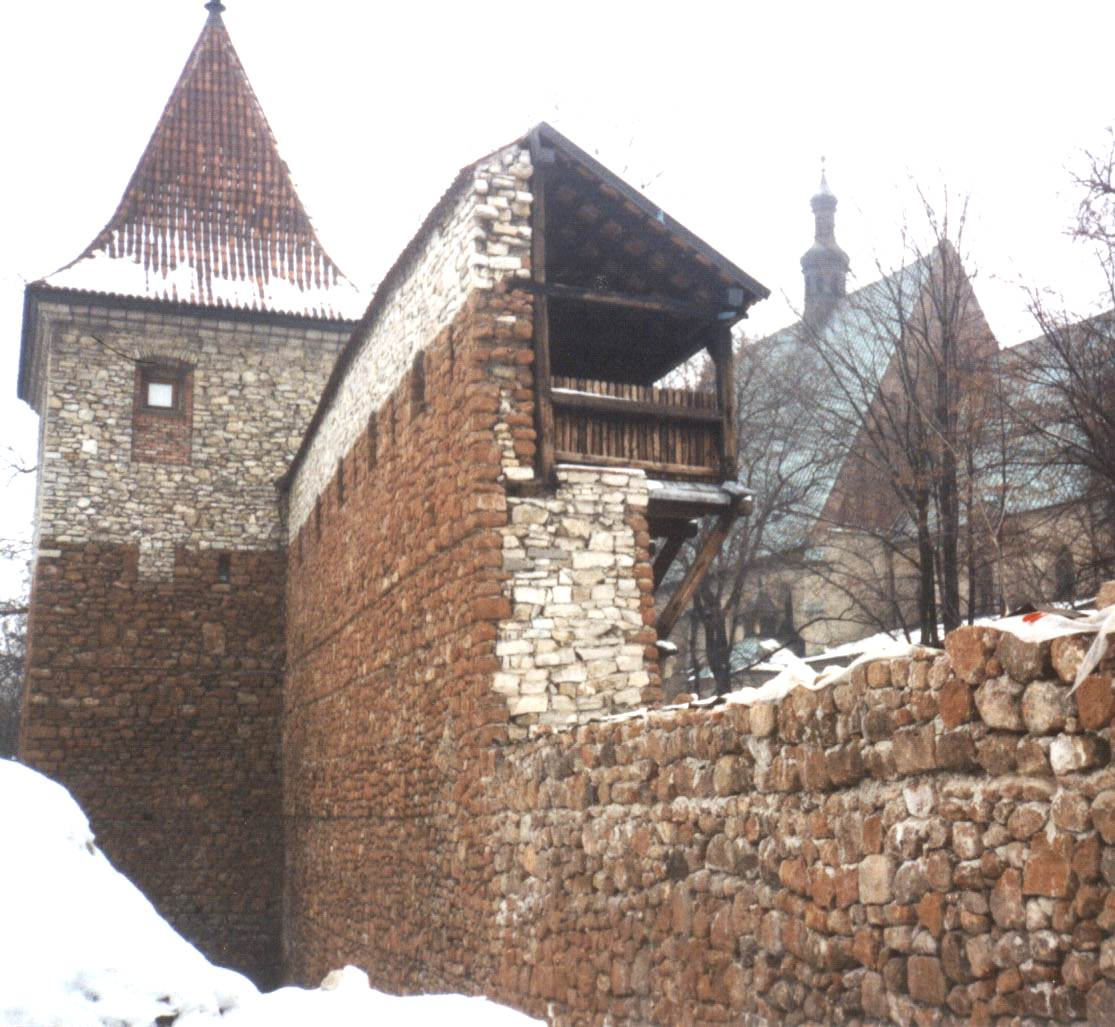
Baszta i fragment murów miejskich z XIV wieku

Na początku XIV wieku gród został otoczony murami miejskimi i nastąpiła rozbudowa farnego kościoła pw. św. Andrzeja Apostoła. Miasto zostało wówczas zaliczone do największych i najważniejszych miast Małopolski, co zawdzięczało rozbudowie królewskich kopalń, a także położeniu na szlaku Wrocław – Kraków. W 1356 roku miasto zyskało prawo delegowania swoich przedstawicieli do nowo powstałego Sądu Sześciu Miast, który był najwyższym organem sądowniczym dla miast Małopolski. Wielu olkuszan piastowało wówczas znaczne stanowiska – Marcin Bylica był astronomem na dworze króla węgierskiego Macieja Korwina, a Marcin Biem zajmował się reformą kalendarza jako profesor Akademii Krakowskiej.
W XV wieku wyczerpaniu uległy położone płytko pokłady surowców mineralnych, wtedy to zostały wybudowane sztolnie umożliwiające wydobycie z pokładów umiejscowionych na znacznie większej głębokości.
W 1551 roku Zygmunt August ustanowił nowy statut dla kopalń w okolicach Olkusza.
W 1579 roku uruchomiono w kamienicy położonej na Rynku mennicę królewską, która działała do końca wieku (okres panowania króla Stefana Batorego i Zygmunta III Wazy). Bito w niej głównie talary, szelągi, grosze i trojaki. Kres świetności miasta nastał wraz z nadejściem XVII wieku: wtedy to górnicy zaczęli podkopywać zabudowania miejskie, ponieważ uległy wyczerpaniu złoża kruszców. Do całkowitej klęski przyczynił się potop szwedzki – olkuscy gwarkowie zostali zabrani przez Szwedów do wykonania podkopów pod klasztor na Jasnej Górze, gdzie wszyscy zginęli. W dodatku zaniedbane i zamulone sztolnie spowodowały zalanie kopalń. Przez miasto kilkakrotnie wówczas przetaczały się pożary, które zniszczyły większość zabudowań.
W wyniku III rozbioru Polski w 1795 roku Olkusz przeszedł pod panowanie austriackie, ale po pokoju w Schönbrunnie w 1809 roku miasto znalazło się w Księstwie Warszawskim, a od 1815 roku w Królestwie Polskim. Właśnie wówczas poczęto snuć plany odbudowy górnictwa w rejonie olkuskim. W 1814 roku otwarto pierwszą kopalnię rudy cynku. W pierwszej połowie XIX wieku miasto przeszło znaczną metamorfozę, choć można raczej powiedzieć „pierwszy etap” (kolejne pojawiały się w przyszłości) historyczno-strukturalnej defragmentacji – wyburzono stary ratusz, masywne mury miejskie, oraz jeden z najstarszych zabytków Olkusza – klasztor augustianów; z drugiej strony powstały wówczas gmachy starostwa (Olkusz stał się wtedy siedzibą powiatu), dawnego i nieistniejącego dziś szpitala oraz „królewskiej mennicy” (inne kościoły „zniknęły” stopniowo), a z ratusza pozostały jedynie fundamenty, bo dalej nie opłaciło się rozbierać. W czasie powstania styczniowego na terenie Olkusza i całego Zagłębia Dąbrowskiego czynnie działały oddziały partyzanckie, w tym grupa żołnierzy włoskich dowodzonych przez płk. Francesco Nullo, który zginął w bitwie pod Krzykawką i dziś ma grób na olkuskim starym cmentarzu.
Po powstaniu powoli z upadku podźwignął się przemysł. Niebagatelne znaczenie miała budowa w latach 1883–1885 linii Dąbrowsko-Iwangrodzkiej, która znacznie przyczyniła się do integracji gospodarczej całego regionu i wyjątkowo ożywiła niespełna dwutysięczne miasteczko. Właśnie dzięki korzystnemu położeniu na szlakach komunikacyjnych w 1907 roku austriacki przemysłowiec Peter Westen założył Akcyjne Towarzystwo Tłoczonych i Emaliowanych Wyrobów "Westen" Spółka Akcyjna (Aktualnie Olkuska Fabryka Naczyń Emaliowanych "Emalia" SA, właściciel marki "Olkusz". Po I wojnie światowej miasto zaczęło szybko się rozwijać – powstały szkoły, znacznie poprawił się stan miejskiej infrastruktury. Olkusz liczył wówczas około 12 tysięcy mieszkańców, z czego niemalże 1/3 stanowili Żydzi. Istniała również znaczna mniejszość niemiecka. W latach 1918–1939 powiat olkuski znajdował się w ówczesnym województwie kieleckim. 10 lutego 1929 roku w Olkuszu zanotowano jedną z rekordowych niskich temperatur w Polsce: –40,4 °C.
Na początku września 1939 roku miasto zostało w wyniku działań wojennych zajęte przez Wehrmacht (nad pobliską Żuradą ppor. Władysław Gnyś strącił pierwsze niemieckie samoloty podczas tej wojny) i wkrótce wcielone do III Rzeszy. Rządy objęła mniejszość niemiecka, miasto przemianowano najpierw na Olkusch, a w 1941 na Ilkenau, utworzono także getto żydowskie. W okolicznych lasach działały wówczas partyzanckie oddziały Armii Krajowej, co spotykało się z gwałtownymi odpowiedziami okupanta. 16 lipca 1940 roku rozstrzelano 20 osób, a 31 lipca 1940 setki innych Polaków i Żydów maltretowano na miejskich placach, w wyniku czego zginęło kilka osób. Do połowy 1942 roku zlikwidowano olkuskie getto, a jego mieszkańców w liczbie około 3 tys. osób wywieziono do obozu zagłady Auschwitz II – Birkenau. Miasto zostało zdobyte przez oddziały 5 Armii Pancernej Gwardii i 59 Armii 1 Frontu Ukraińskiego 20 stycznia 1945 roku. W walkach o miasto zginęło ok. 1100 żołnierzy radzieckich.

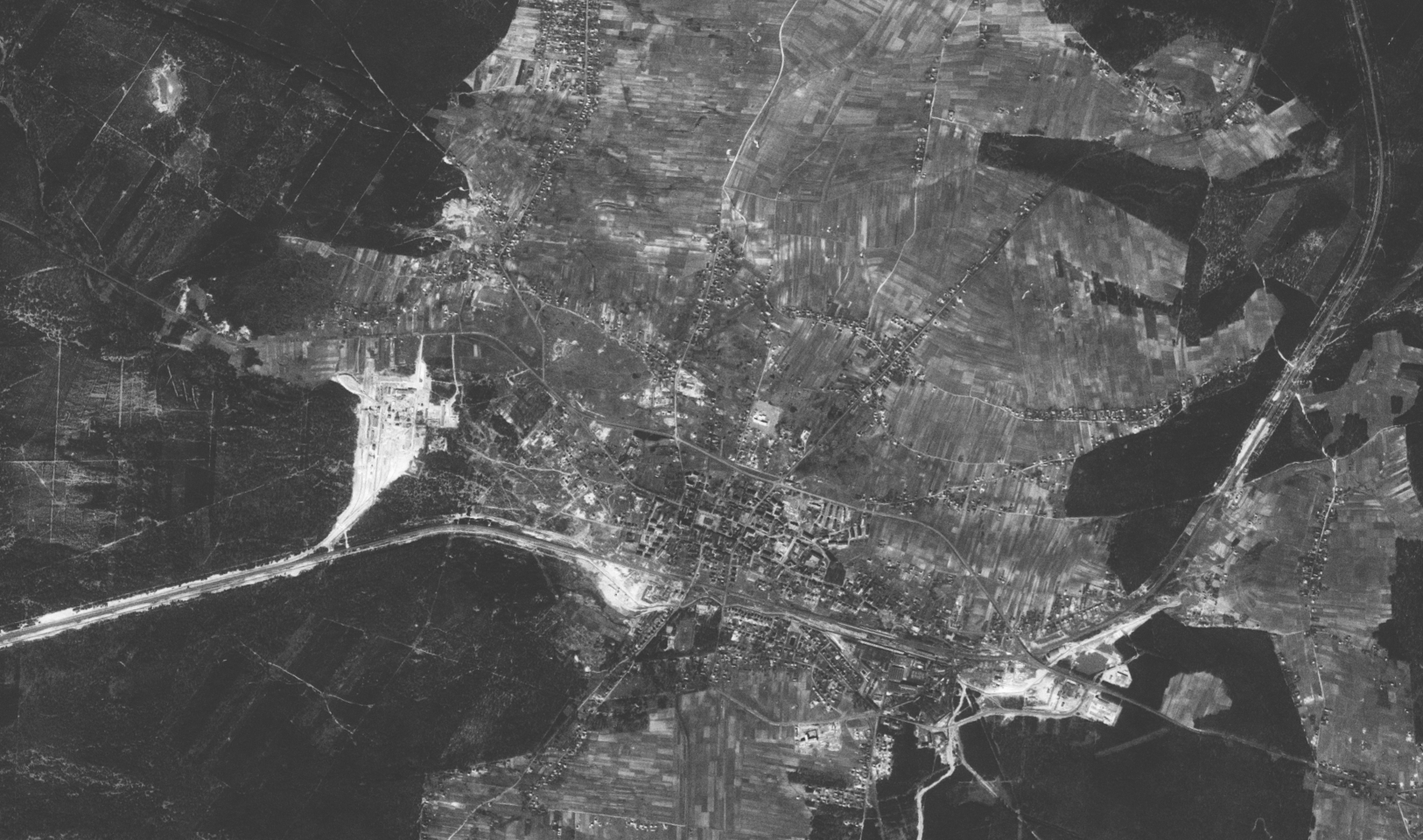
Olkusz sfotografowany przez amerykańskiego satelitę wywiadowczego, marzec 1968.

Po wojnie nastąpił dalszy rozwój Olkusza. W latach 60. rozpoczęto budowy kopalni „Olkusz” oraz osiedli mieszkaniowych przeznaczonych dla pracowników zagłębiowskich zakładów przemysłowych, przede wszystkim Huty „Katowice” w pobliskiej Dąbrowie Górniczej. Rozbudowano fabrykę naczyń oraz postawiono ogromne hale nowej wytwórni wentylatorów. Dzięki temu liczba mieszkańców wzrosła z 10 tysięcy w latach powojennych do 40 tysięcy obecnie. Rozwój przemysłu niekorzystnie odbił się na środowisku naturalnym. Dziś w rejonie miasta częstym zjawiskiem są poważne szkody górnicze, zaburzona została również równowaga hydrologiczna (zanik źródeł rzeki Baby).
Do 1975 roku miasto znajdowało się w województwie krakowskim, później w latach 1975–1998 w województwie katowickim, a od 1999 wchodzi w skład województwa małopolskiego.

## Dzielnice i osiedla mieszkalne w Olkuszu
- Osiedle Śródmieście (w tym: Piaski, dawne os. Gwarków Olkuskich)
- Osiedle Centrum (dawne osiedle Skalska, obejmujące bloki położone przy ul. Skalskiej, Północnej i Francesco Nullo oraz Marcina Bylicy)
- Osiedle Pakuska (dawniej oficjalnie osiedle Tysiąclecia)
- Osiedle Czarna Góra (obejmujące część miasta o nazwie Mazaniec)
- Osiedle Pomorzany (w tym Stary Olkusz)
- Osiedle Glinianki (w tym: Sikorka, Parcze Dolne, Parcze Górne, Podgrabie Parczewskie)
- Osiedle Młodych (w tym Kocotówka)
- Osiedle Wschód (w tym dawne osiedle Jedności Narodu obejmujące bloki przy ul. Korczaka, Polnej i cz. Króla Kazimierza Wielkiego)
- Osiedle Słowiki (tzw. „Smerfy”)
- Osiedle Skalskie[16]

## Demografia

### Piramida wieku

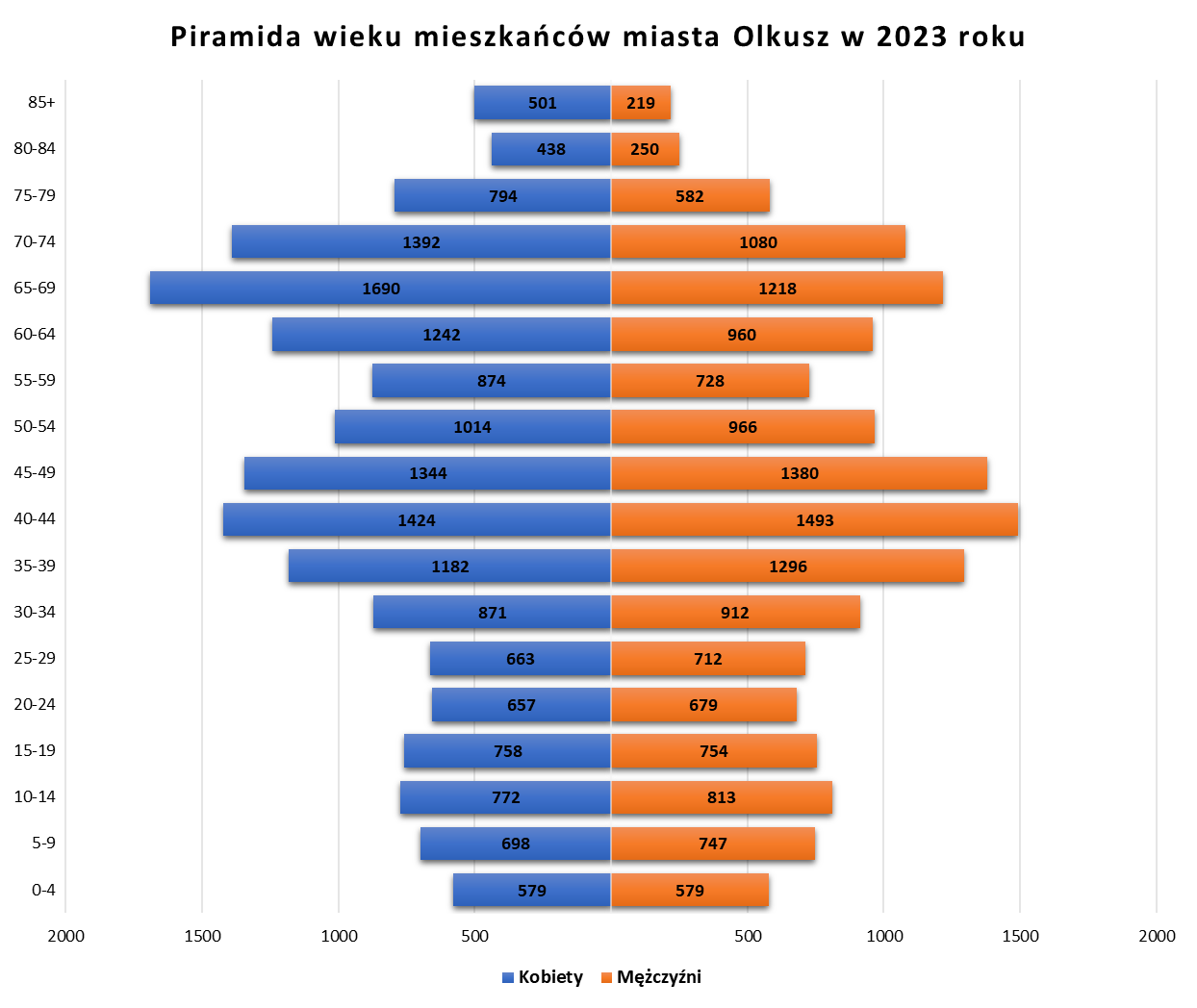

(Stan na 31 grudnia 2023 roku)

### Liczba ludności w poszczególnych latach
(Stan na 31 grudnia każdego roku)

## Zabytki

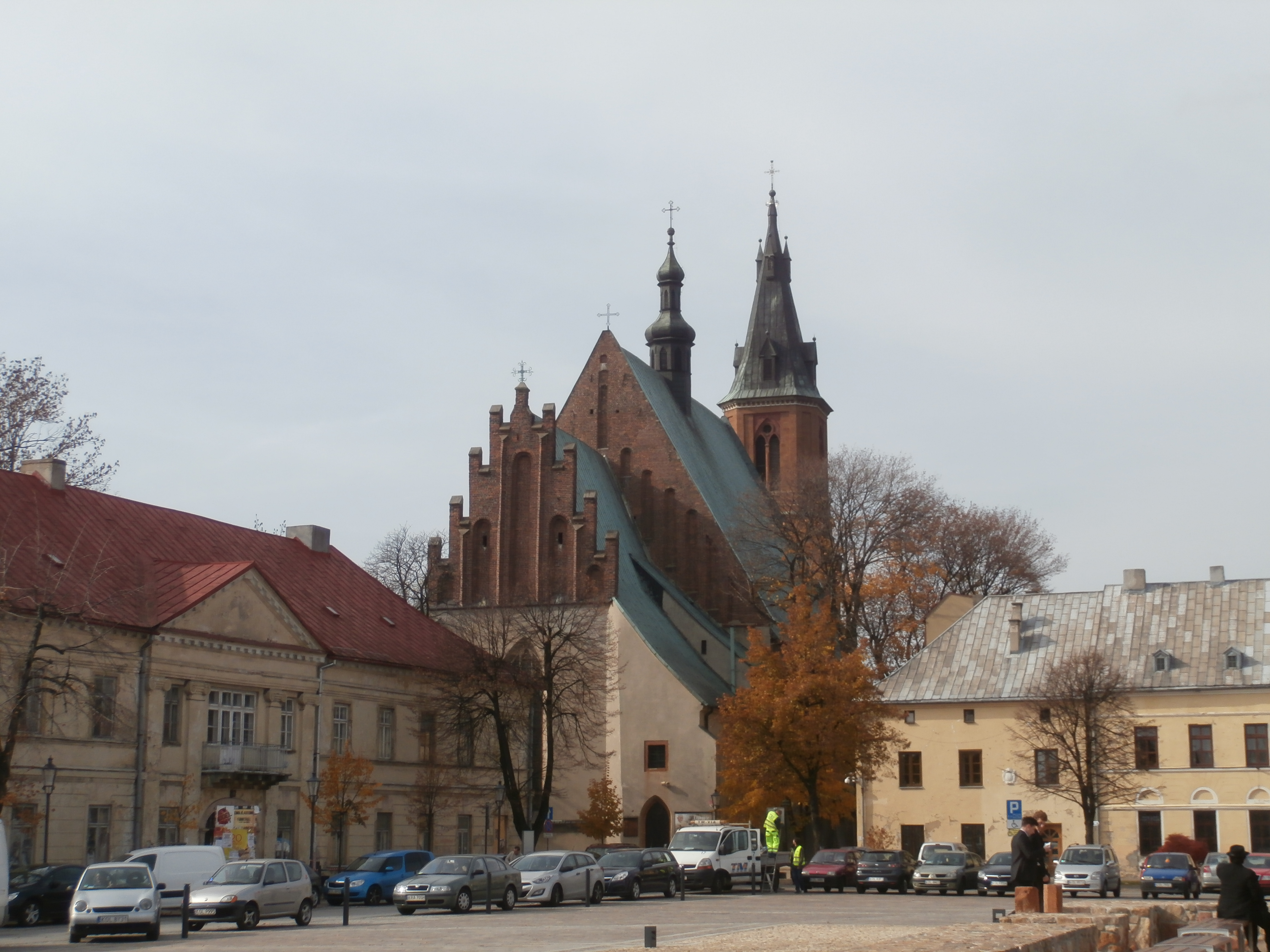
Bazylika kolegiacka św. Andrzeja

W Olkuszu znajdują się obiekty wpisane do rejestru zabytków:
- średniowieczny układ urbanistyczny z XV–XIX w. (nr rej. 101/1/60 z 10.01.1960)
- bazylika kolegiacka św. Andrzeja Apostoła w Olkuszu z 1 połowy XV w., dzwonnica z 1913 r. oraz kaplica św. Jana Kantego z XIV w. (nr rej. 114/8/59 z 30.10.1959)
- relikty muru obronnego i półbaszty przy ul. Szpitalnej 5, z XIV w. (nr rej. A-1447/M z 18.02.2016)
- relikty średniowiecznej zabudowy miejskiej przy ul. Szpitalnej, Basztowej i przy Rynku, z XIV w. (nr rej. A/1507/92 z 17.11.1992)
- relikty zabudowy miejskiej, z fragmentami muru obronnego przy ul. Górniczej i Bożniczej, z XIV, XV i XVI w. (nr rej. A/1507/92 z 17.11.1992)
- relikty ratusza (mury piwnic) na Rynku, datowane na XIV–XV w. (nr rej. A-1284/M z 22.11.2011)
- dawne starostwo przy Rynku 4, z 1828 r. (nr rej. A-944/M z 5.07.1983)
- kamienica przy Rynku 20, z XVI w. nr rej. 101/2/60 z 20.02.1960)
- kamienica przy Rynku 25, z XVII w. nr rej. 101/3/60 z 20.02.1960)
- kamienica przy Rynku 26, z XVII w. nr rej. 101/4/60 z 20.02.1960)
- kamienica przy Rynku 29, z XVI w. nr rej. 101/5/60 z 20.02.1960)
- kamienica przy Rynku 30, z 1 połowy XIX w. (nr rej. A/1573/94 z 30.12.1994)

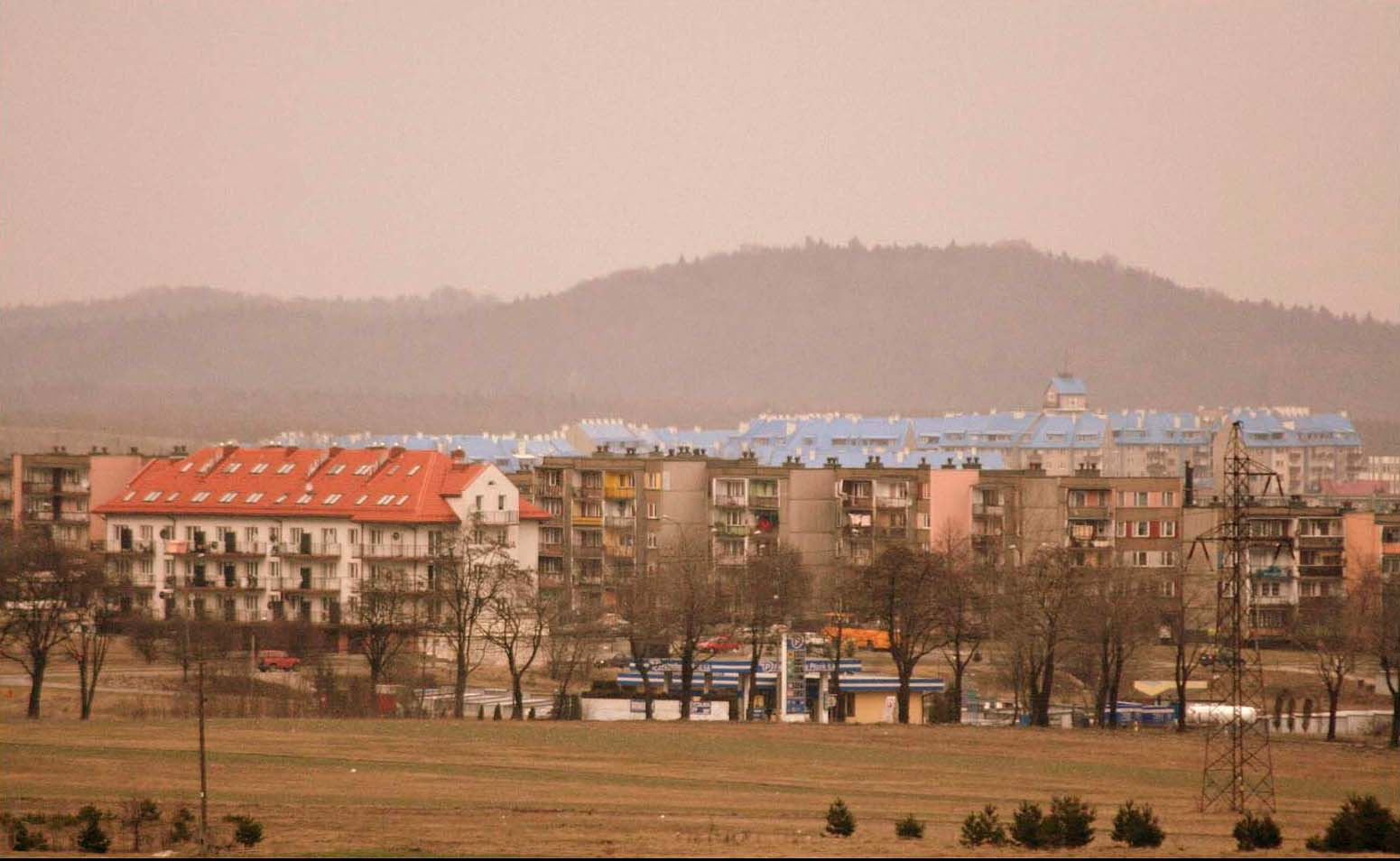
Widok na Osiedle Młodych oraz w tle na Osiedle Słowiki
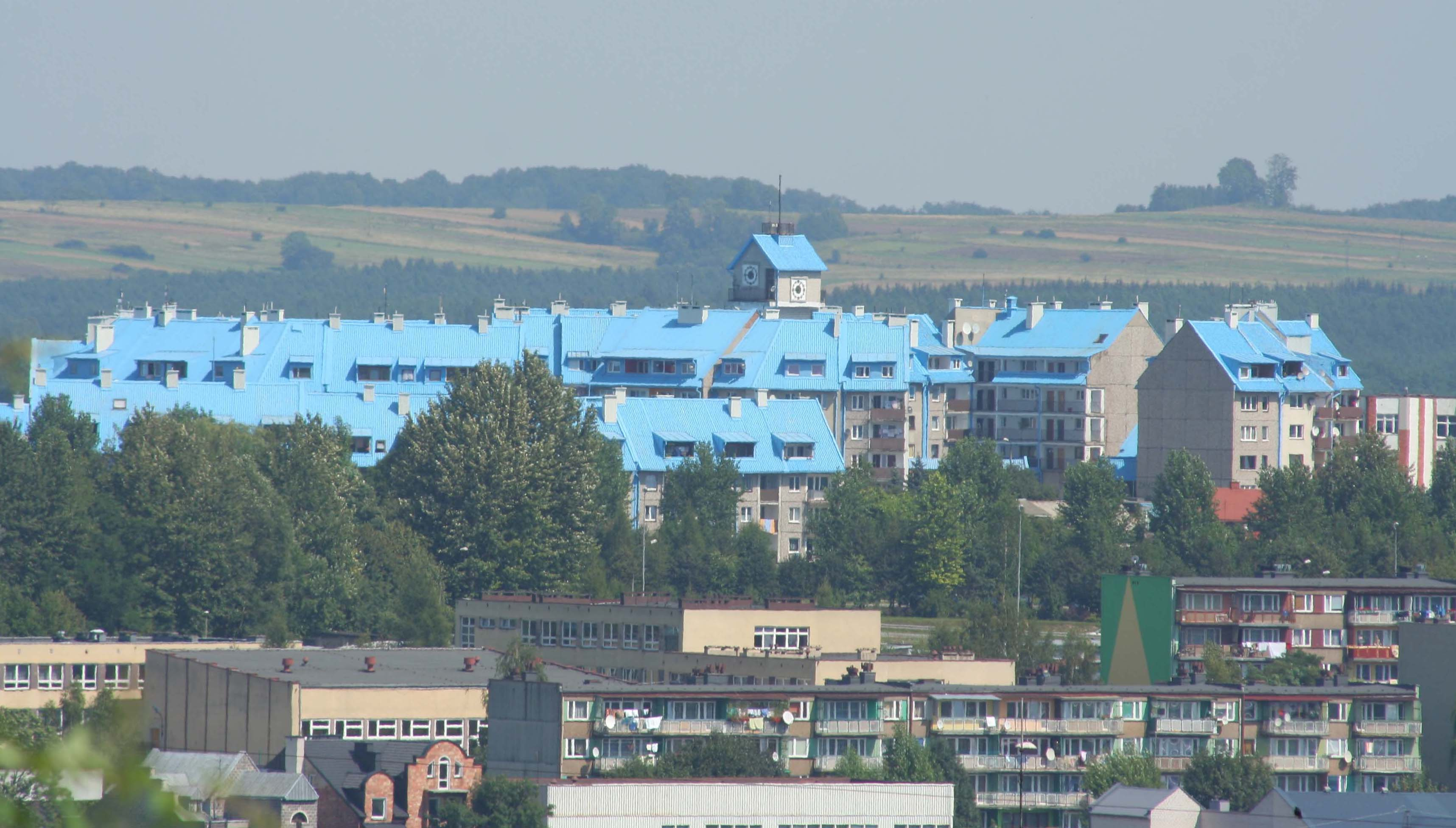
Osiedle Słowiki
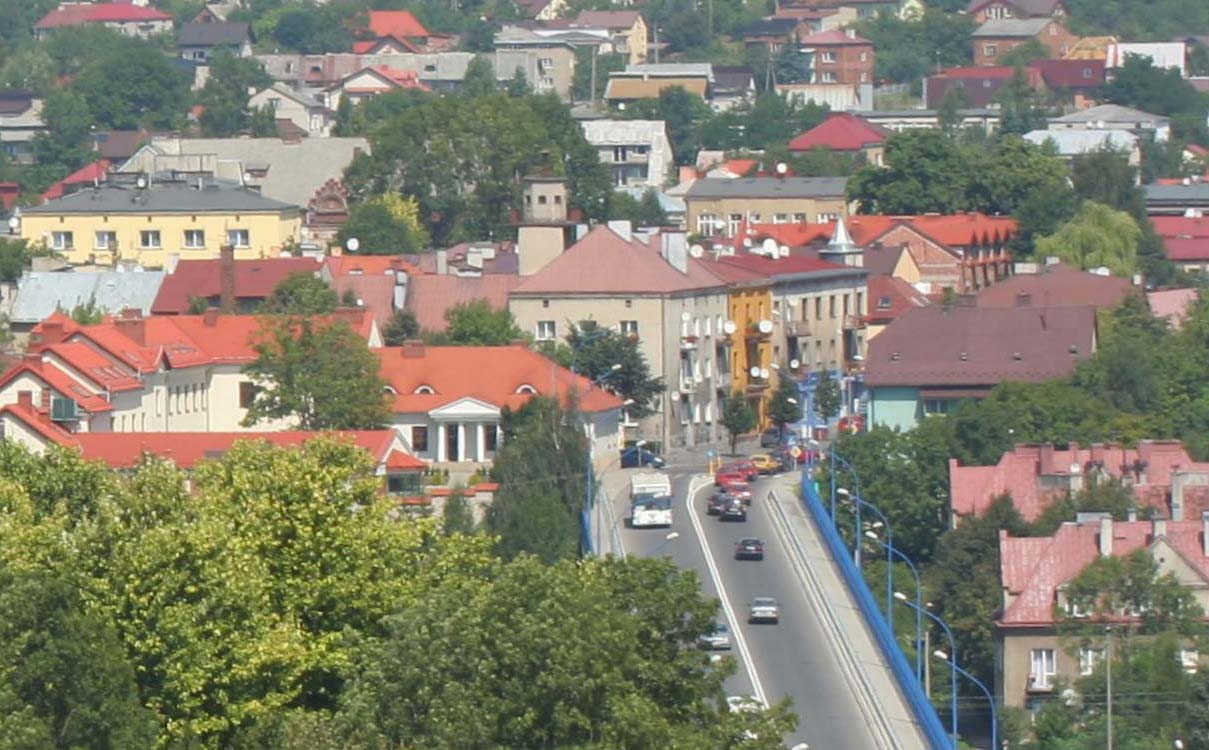
Widok na śródmieście
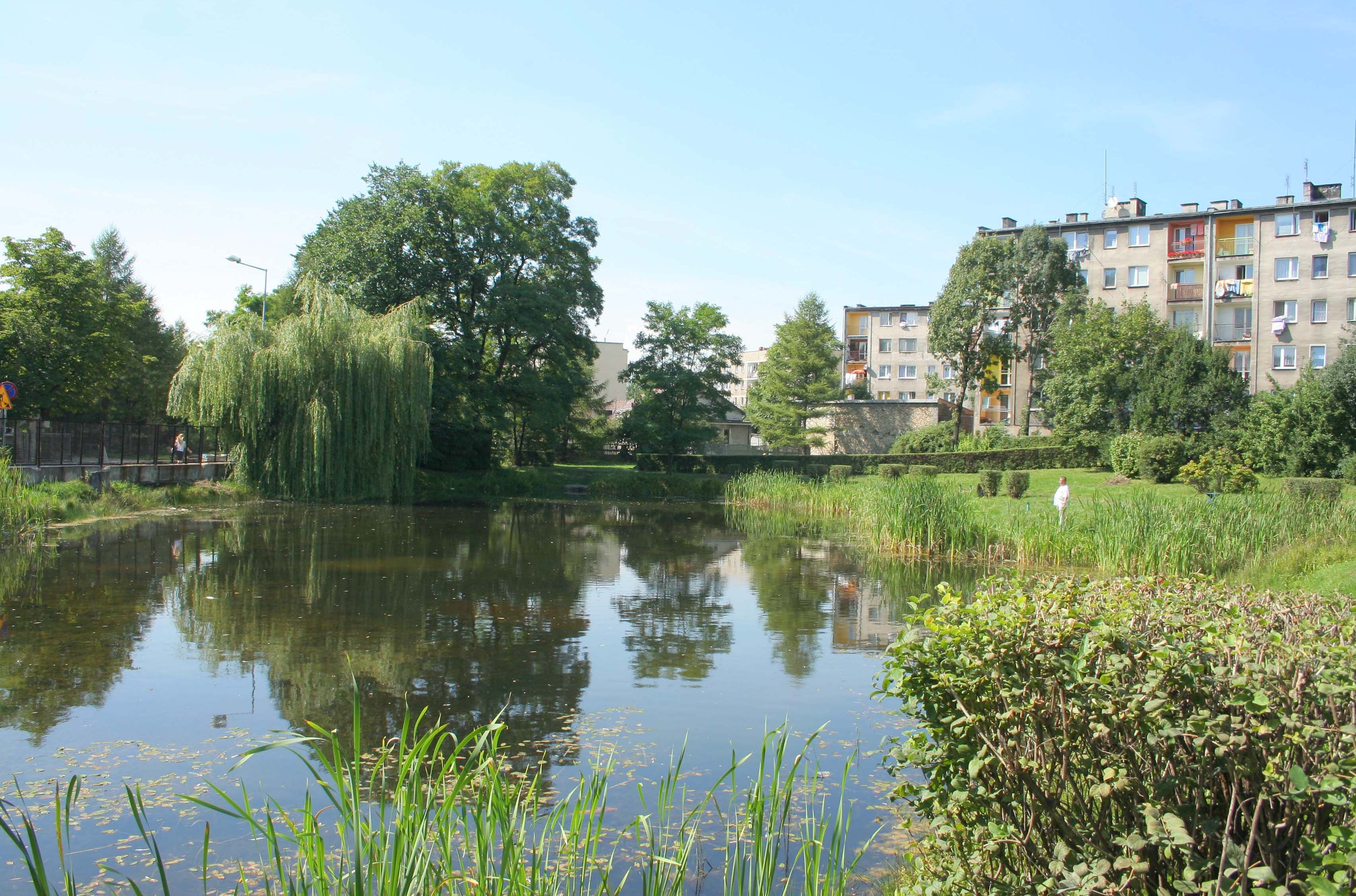
Osiedle na ul. Skalskiej
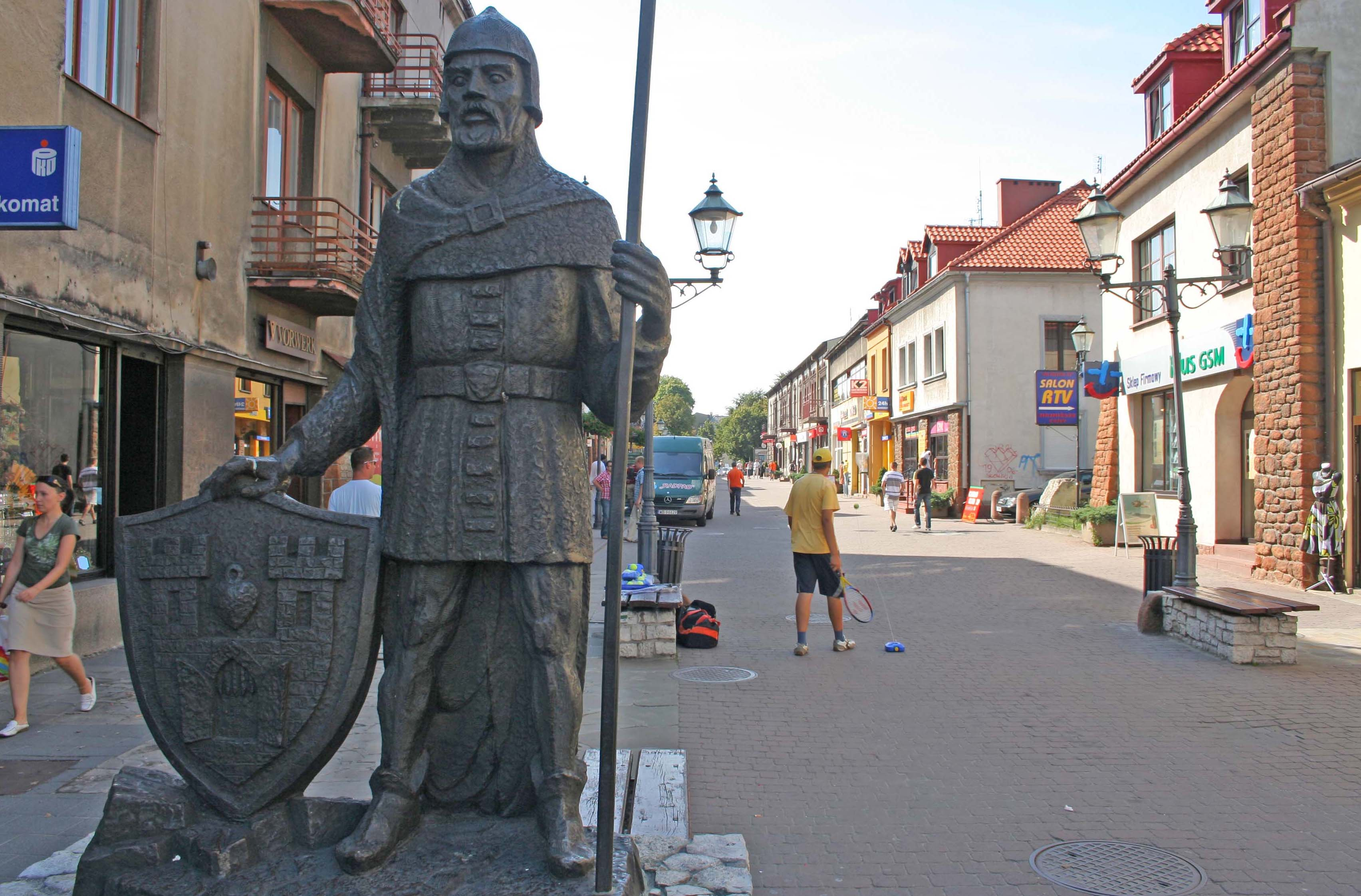
Ul. Krakowska
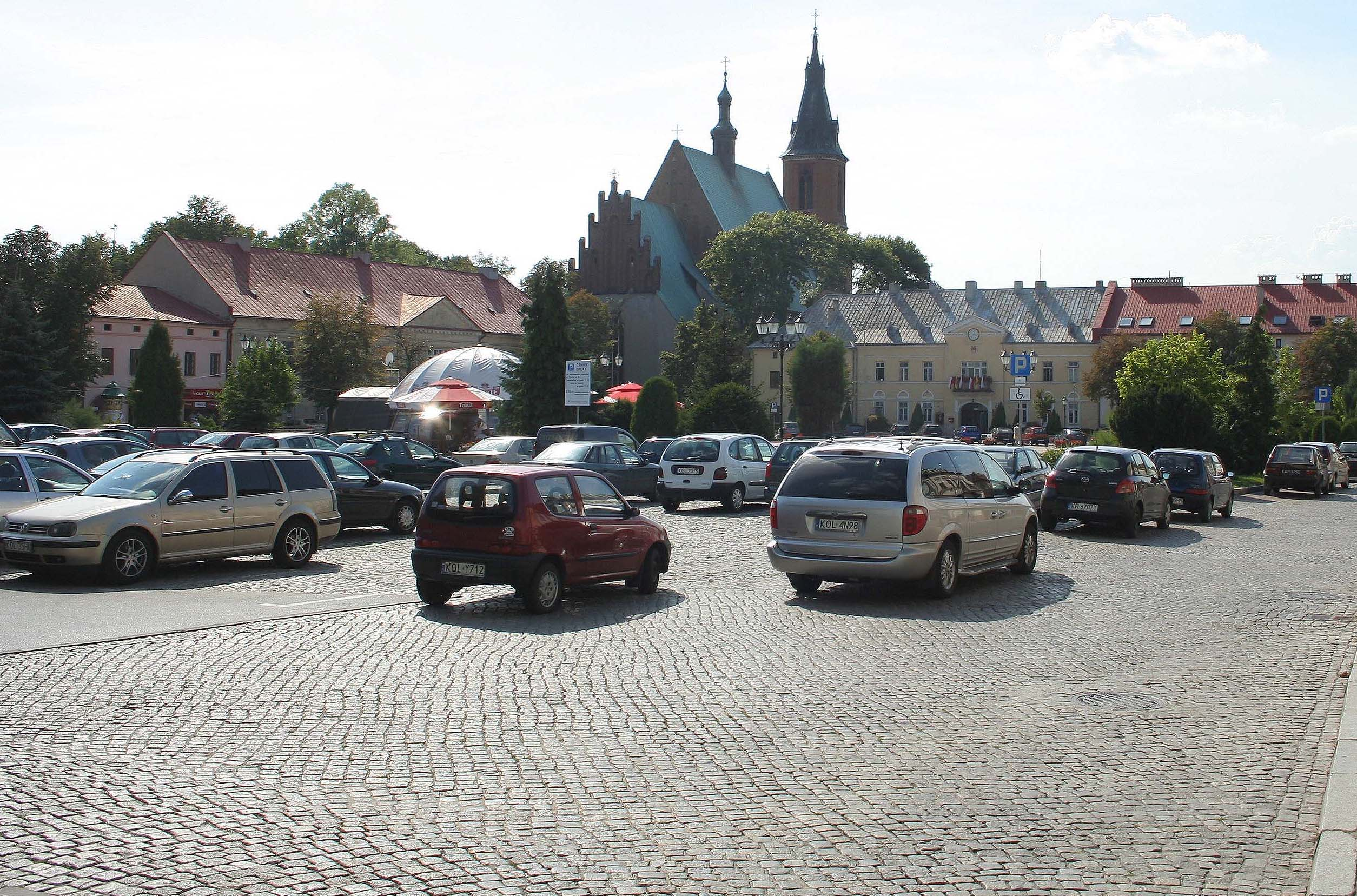
Rynek w Olkuszu od strony parkingu
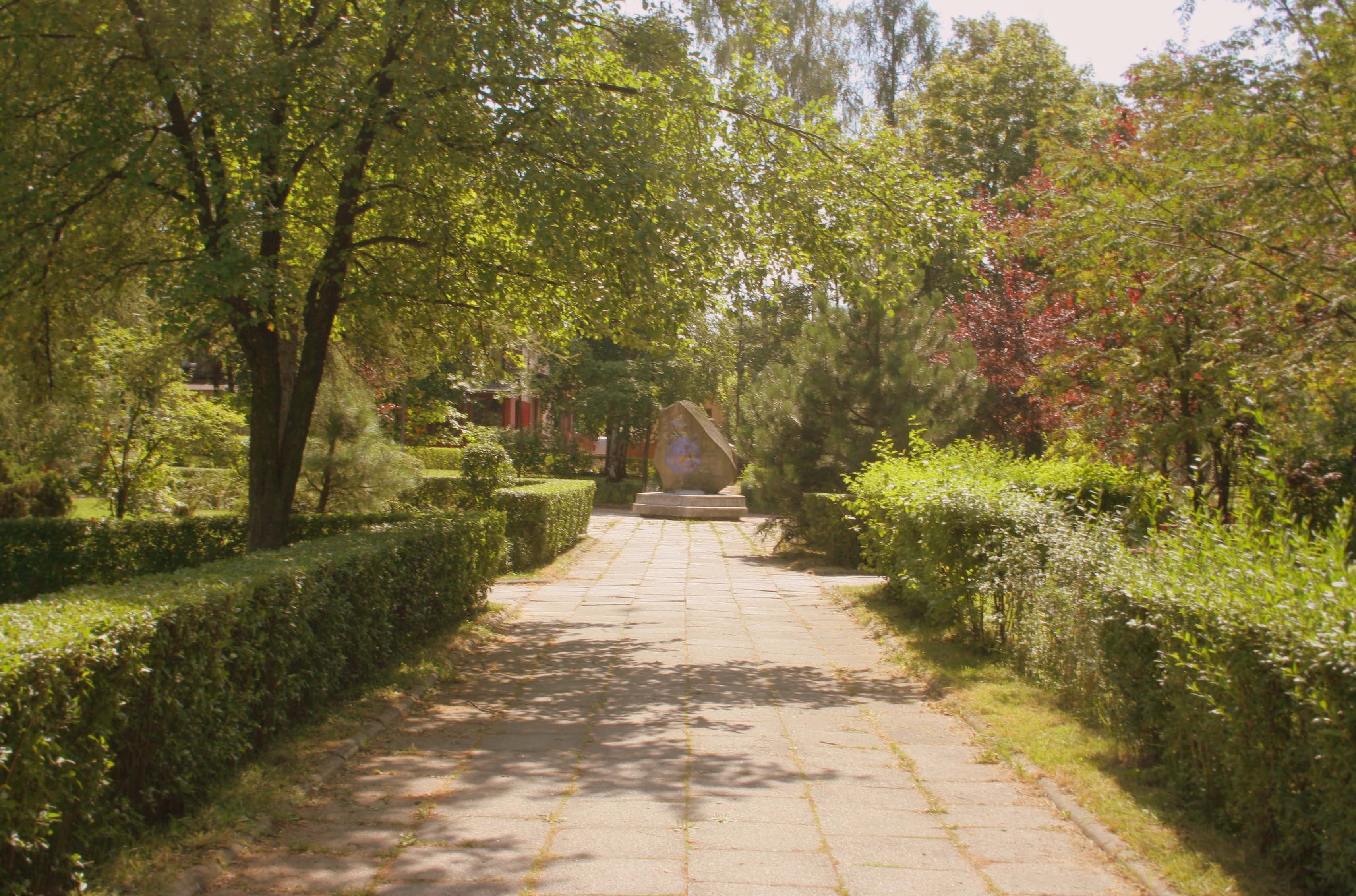
Skwer w Olkuszu
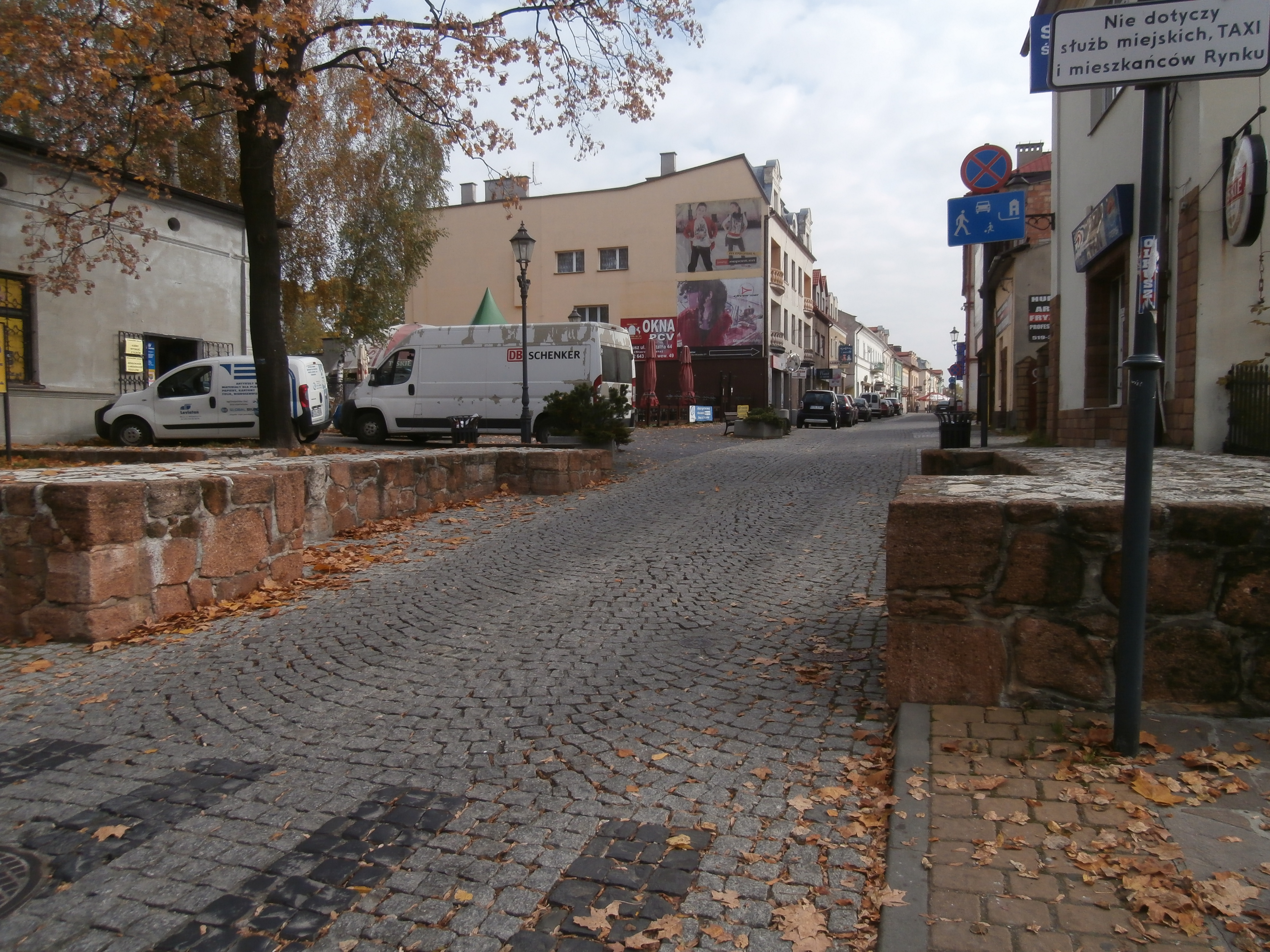
Ul. Sławkowska i rekonstrukcja bramy
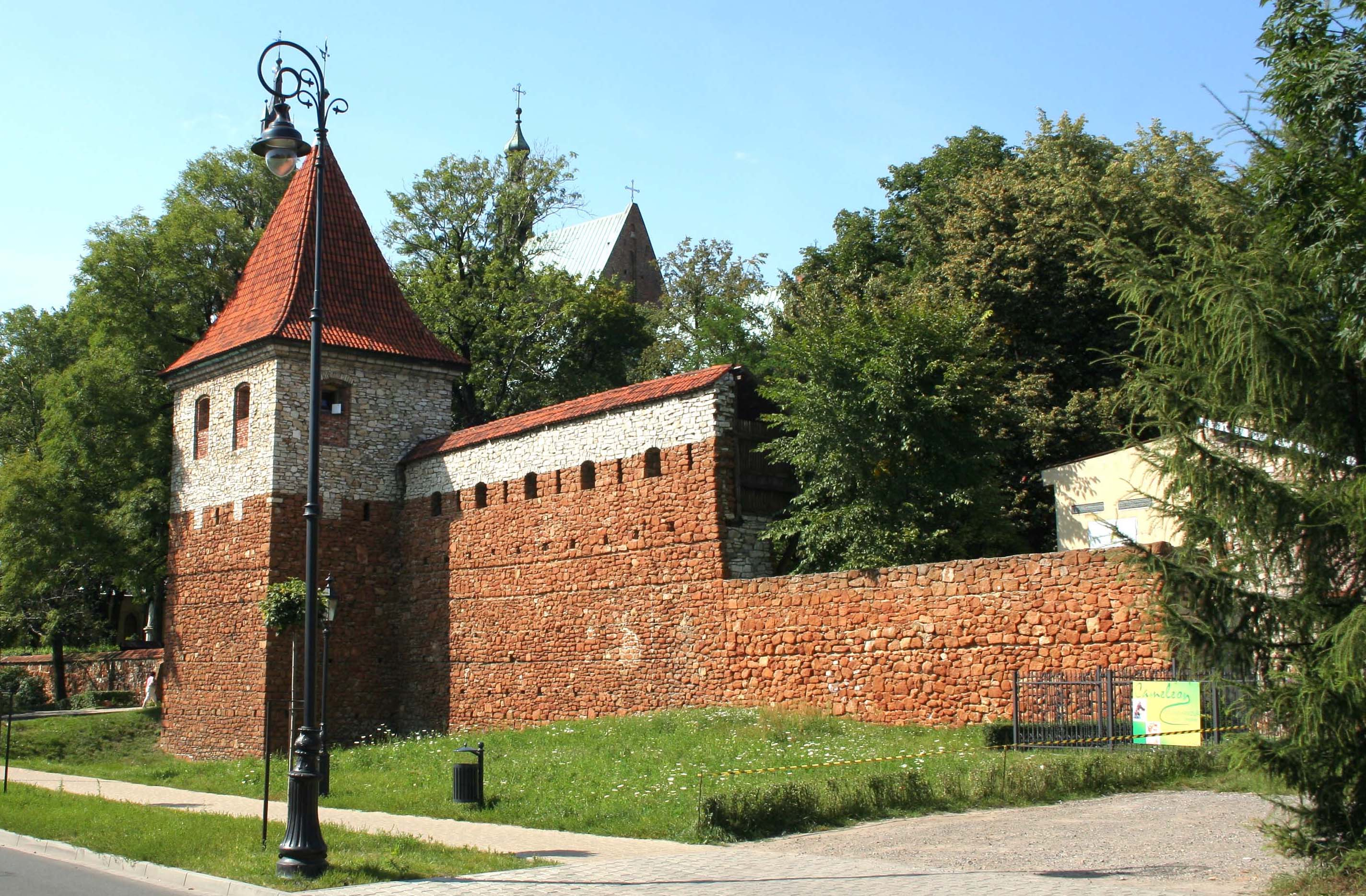
Rekonstrukcja baszty
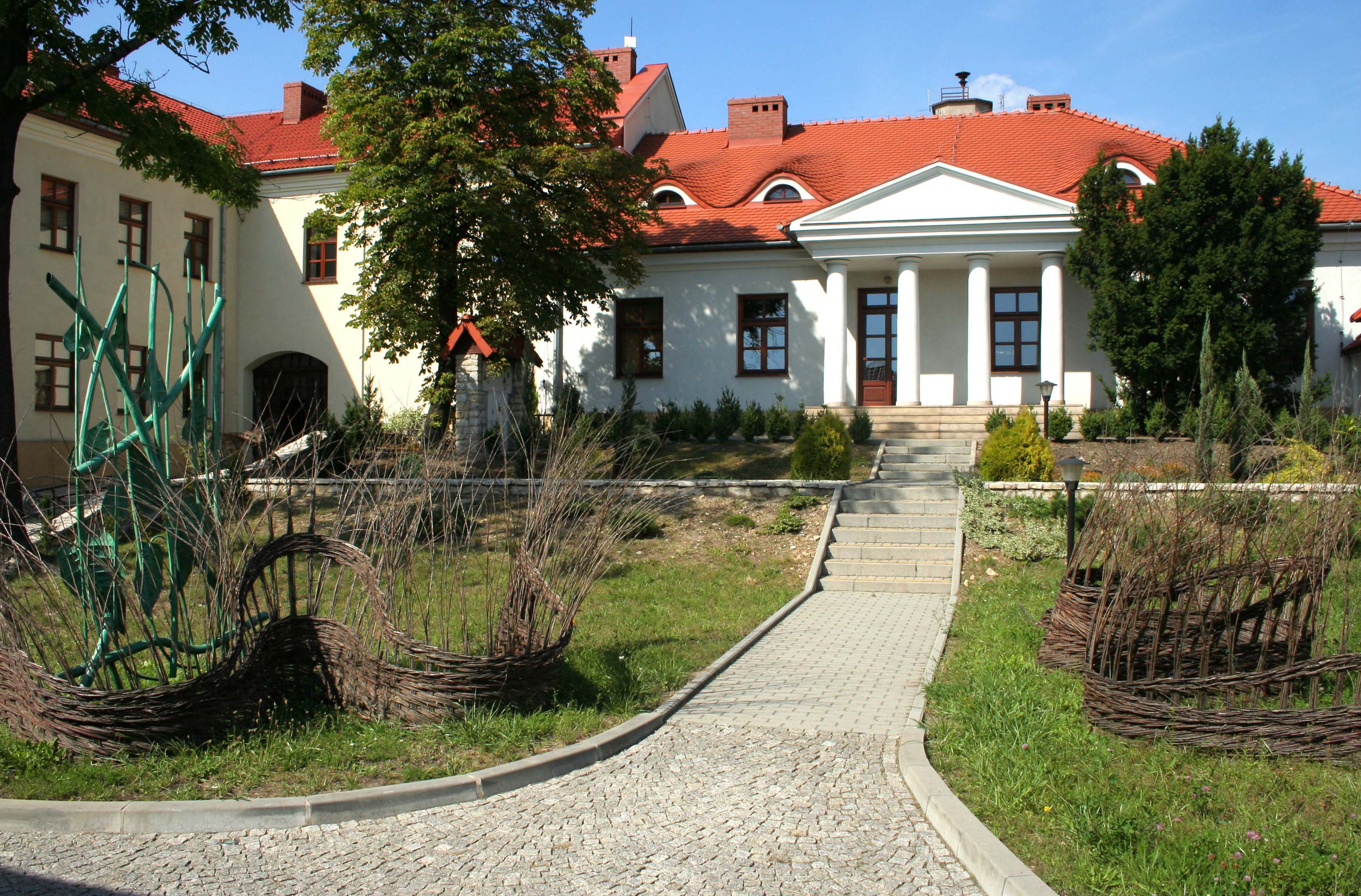
Dworek Machnickich wraz z centrum kulturalnym
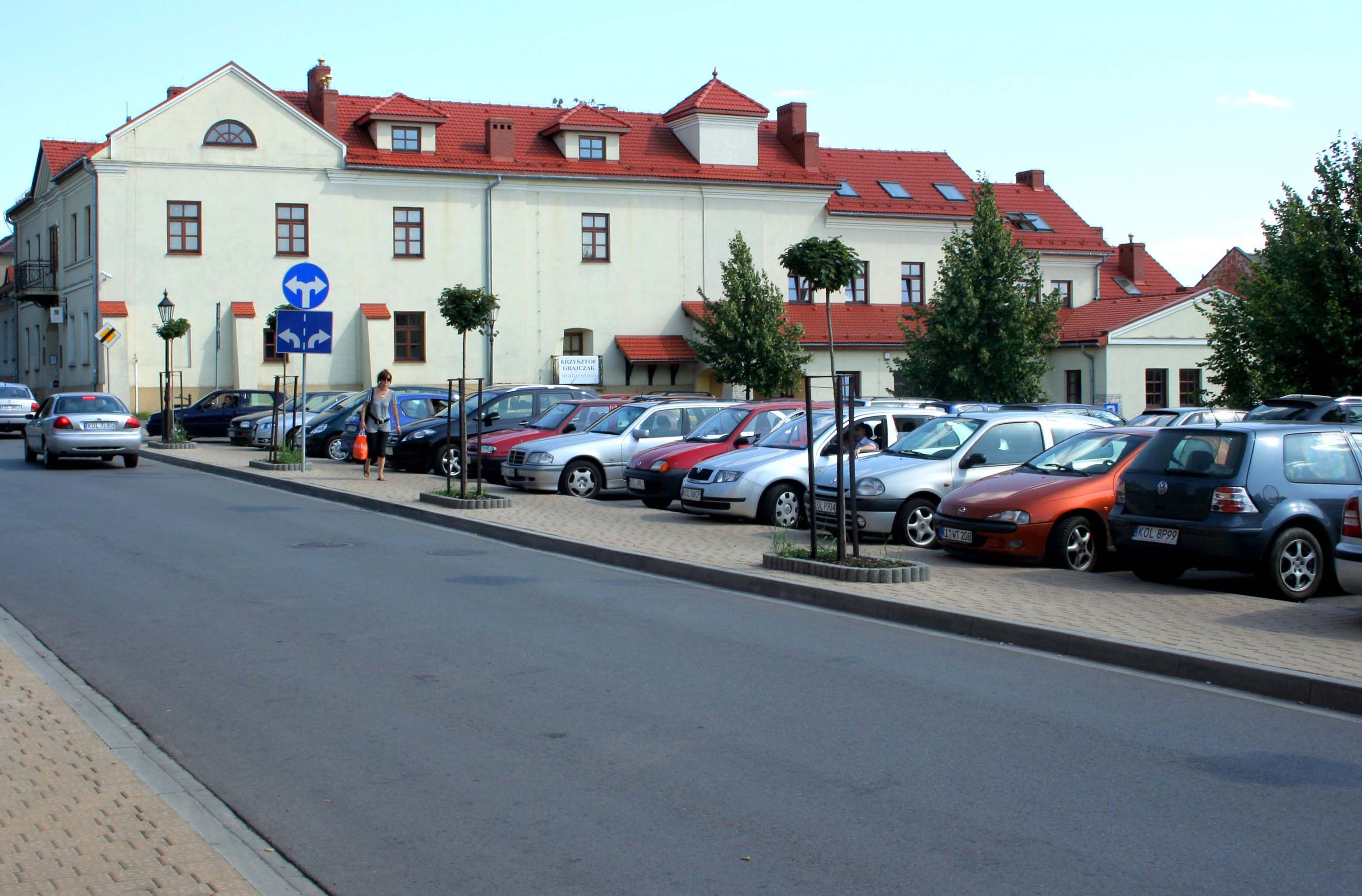
Centrum kulturalne w Olkuszu
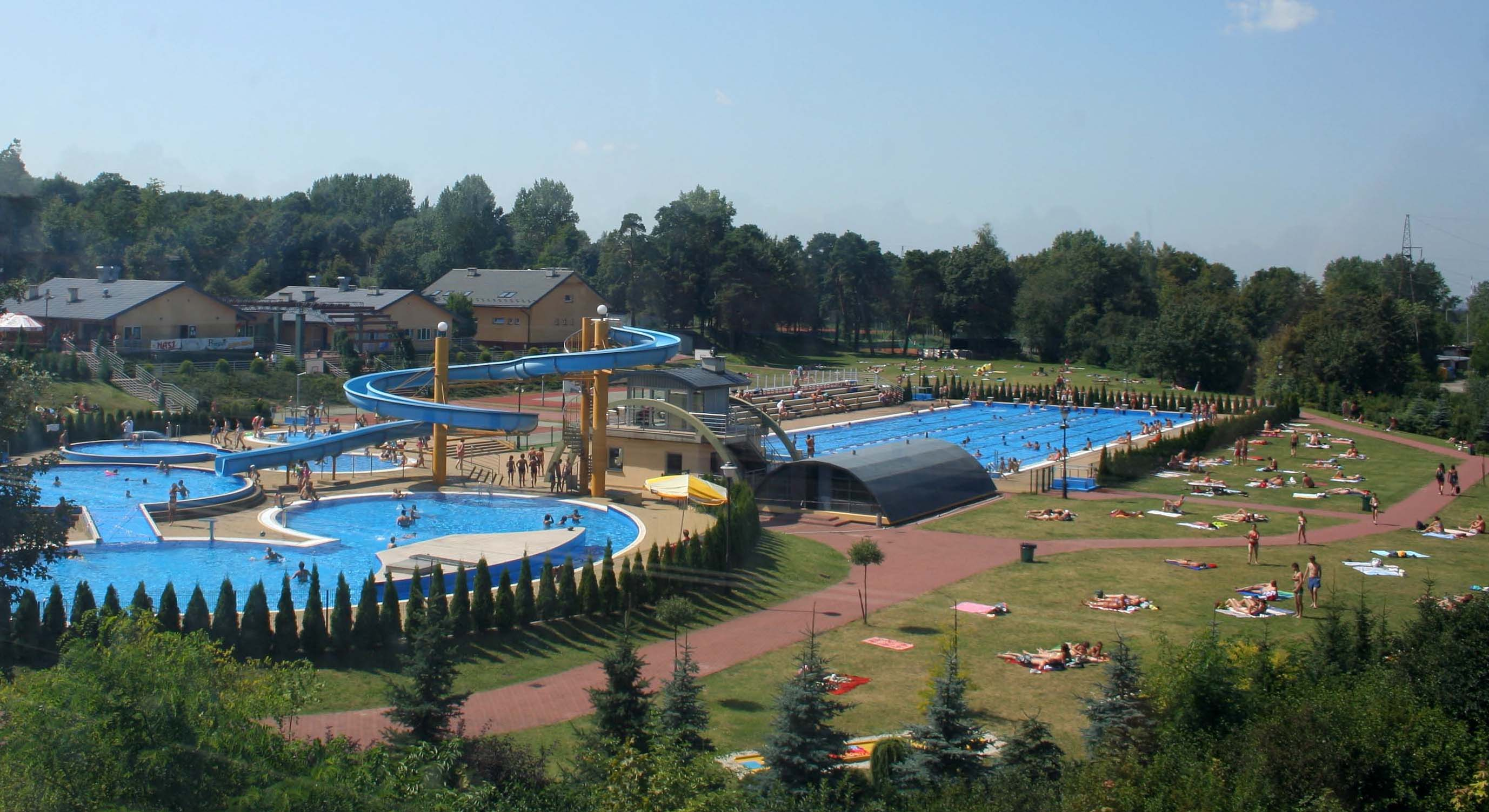
Olkuski ośrodek rekreacyjno-sportowy
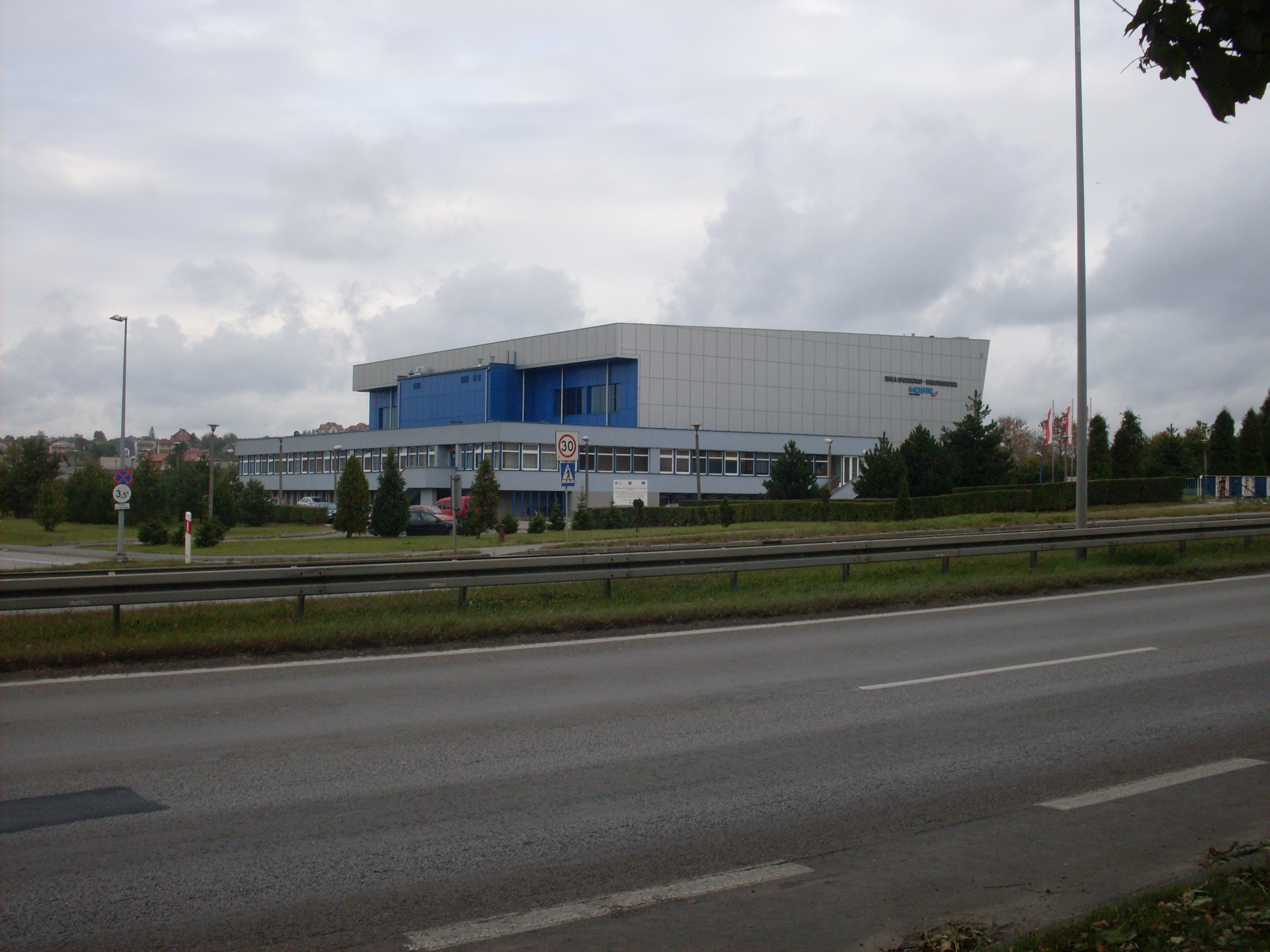
Hala Widowiskowo-Sportowa
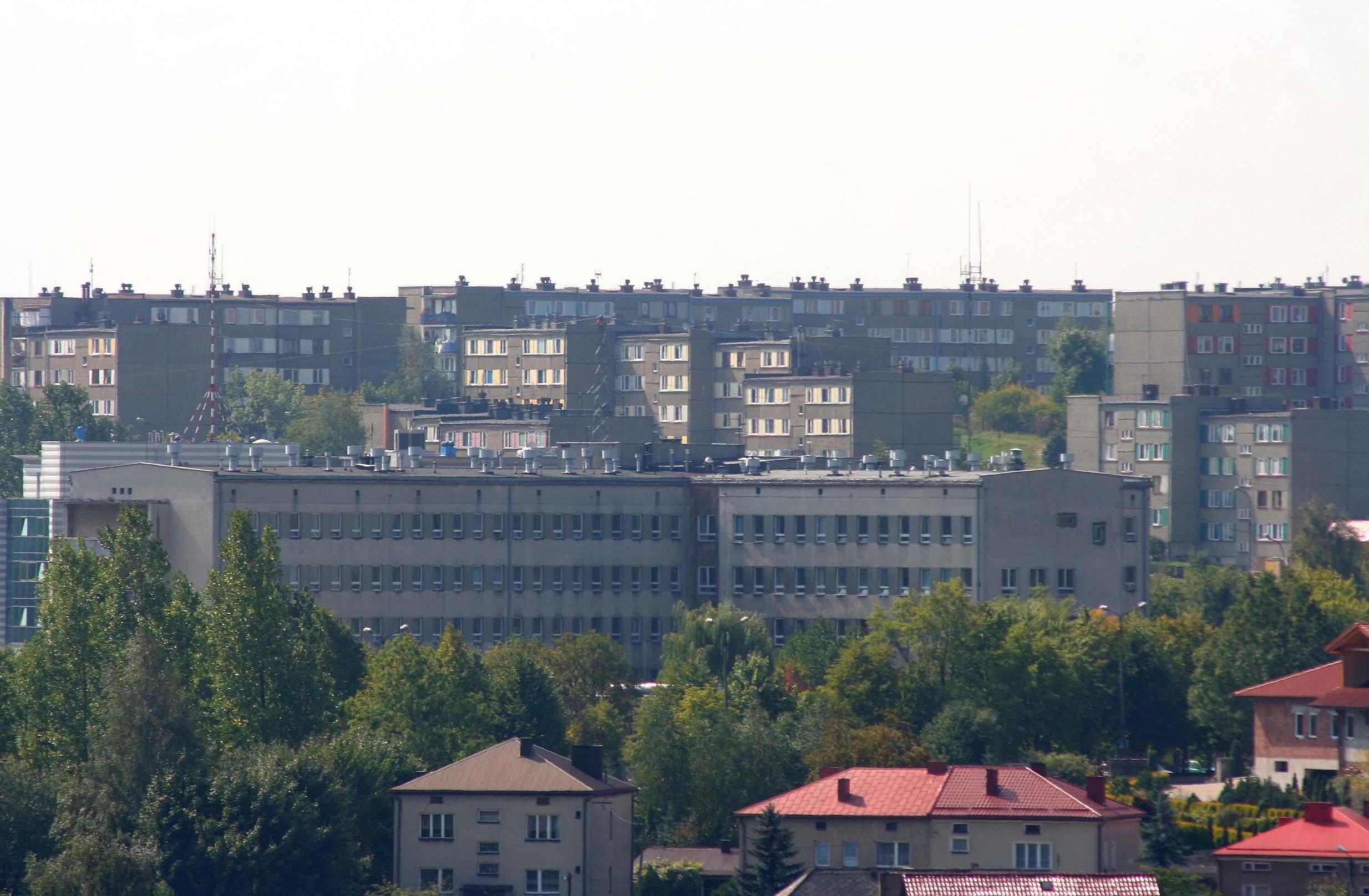
Szpital Powiatowy w Olkuszu
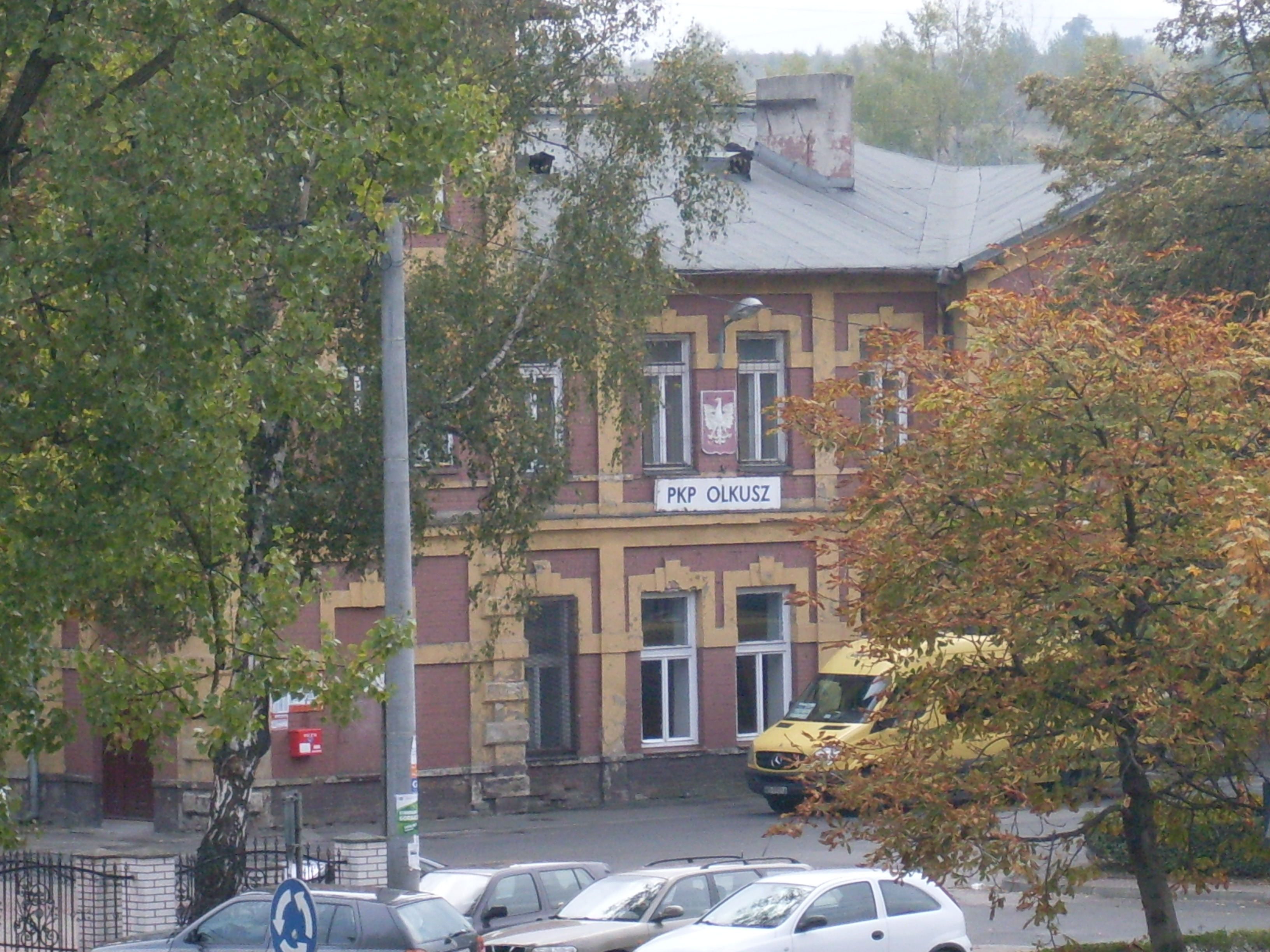
Stacja kolejowa w Olkuszu

## Gospodarka

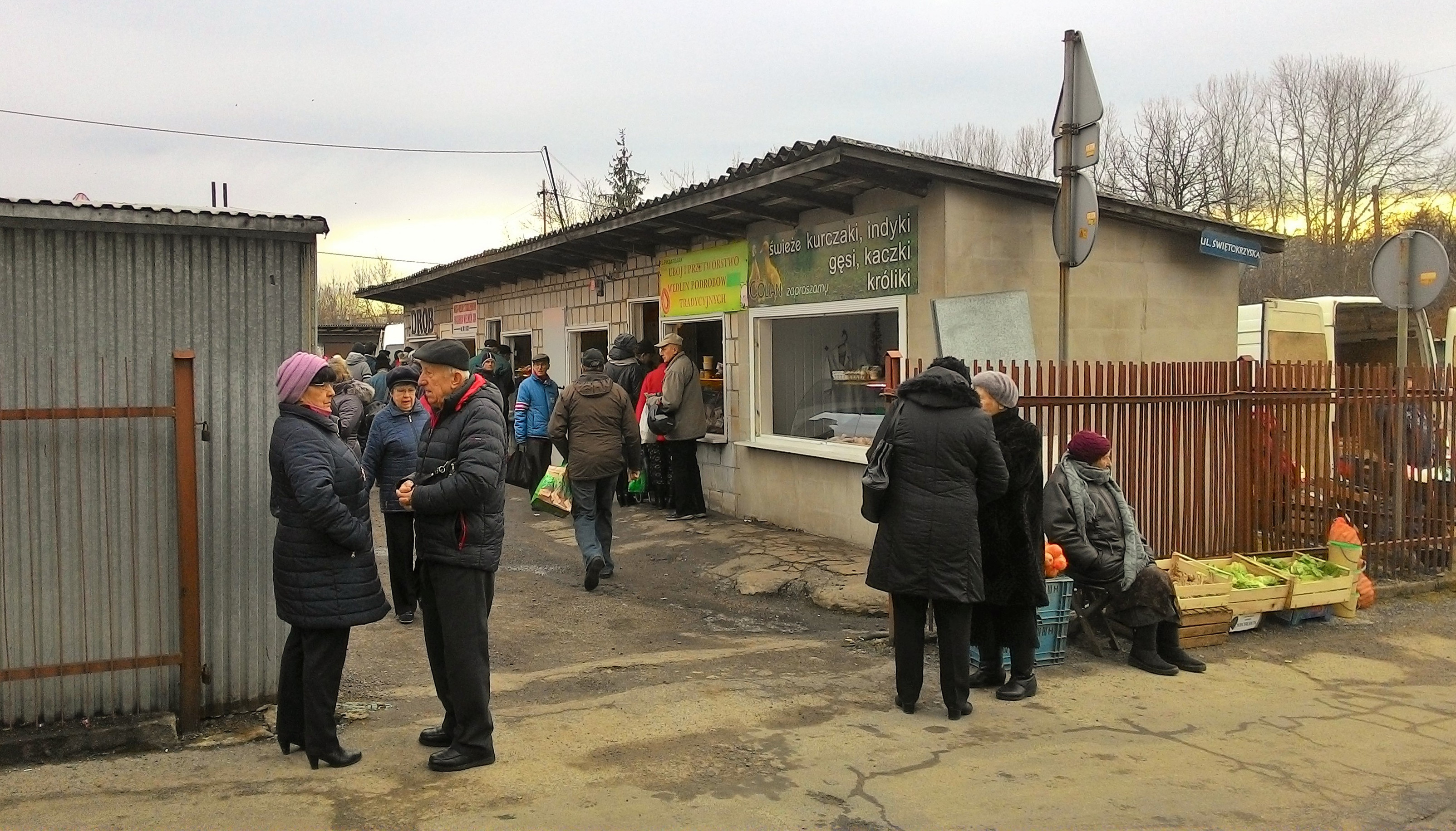
Targowisko w dzień targowy (piątek)

W mieście funkcjonuje powstała w 1907 roku Olkuska Fabryka Naczyń Emaliowanych „Emalia” SA, właściciel marki „Olkusz”.
Olkusz to jeden z ośrodków górnictwa rud cynkowo-ołowiowych w Polsce (kopalnia Olkusz – Pomorzany, nieopodal w Bukownie Zakłady Górniczo-Hutnicze „Bolesław”), istnieją drobny przemysł i rzemiosło; lokalny ośrodek handlowy i kulturalny. Działają tu Centrum Handlowe Atrium, a także sklepy znanych sieci spożywczych.
Od 2015 roku działa miejska strefa aktywności gospodarczej. Do największych pod względem zatrudnienia należą:
- Oddział firmy Creaton Polska, produkcja dachówek[22]
- IMI Hydronic Engineering, produkcja zaworów, regulatorów oraz urządzeń pomiarowych[23].
- Intermag, produkcja wyrobów używanych w rolnictwie oraz hodowli zwierząt[24].
- Plast-Met Automotive Systems, produkcja wyrobów metalowych[25].
- Owent, produkcja wentylatorów[26].

## Edukacja

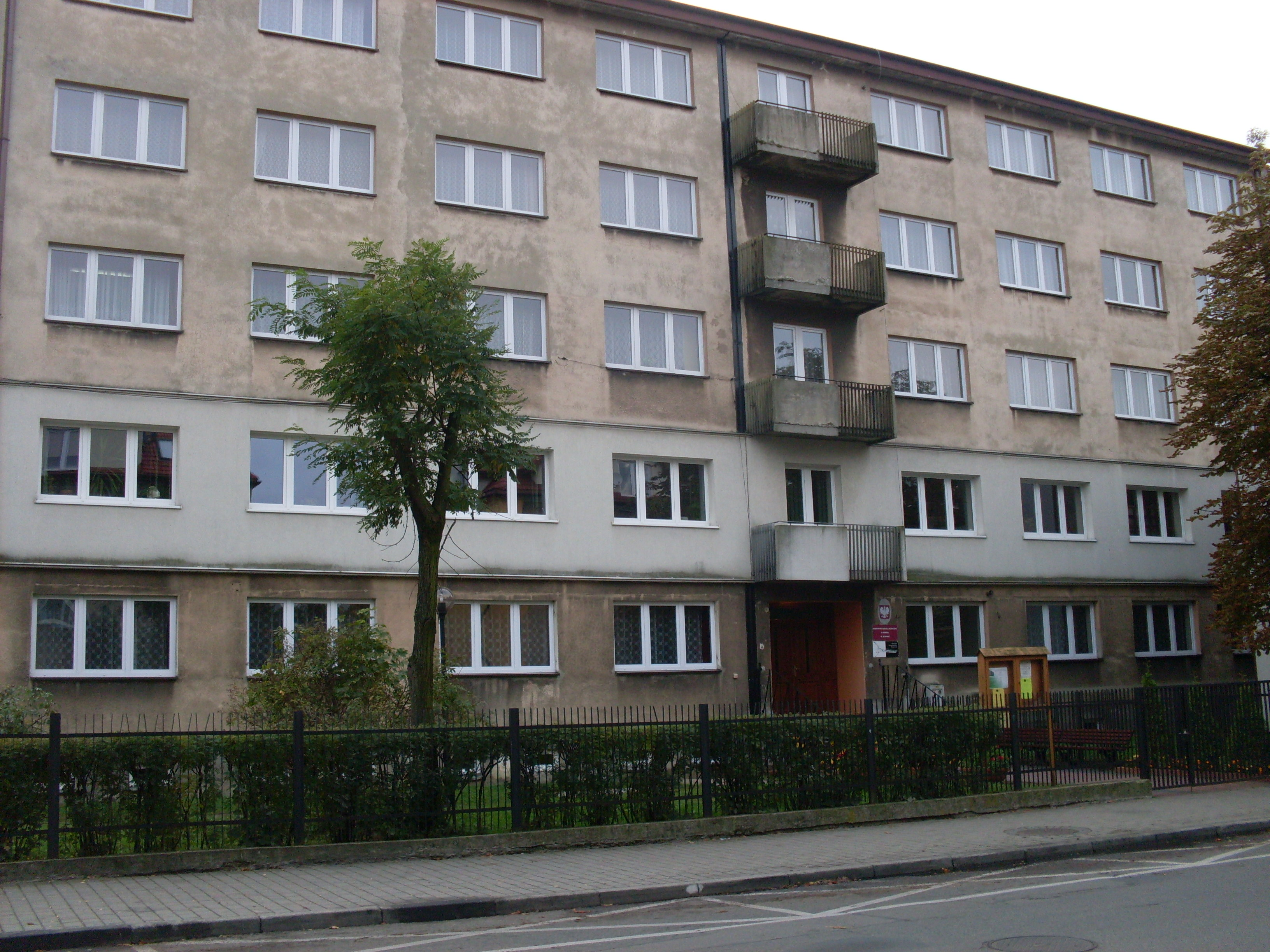
Państwowa Szkoła Muzyczna

### Przedszkola[27]
- Przedszkole Publiczne nr 1, ul. Mickiewicza
- Przedszkole Publiczne nr 3, im. Kornela Makuszyńskiego ul. J. Kantego 3
- Przedszkole Publiczne nr 4, im. Marii Kownackiej ul. Bohaterów Westerplatte 12
- Przedszkole Publiczne nr 5, ul. Długa 75
- Przedszkole Publiczne nr 7, ul. Skalska 15
- Przedszkole Publiczne nr 8 im. Jana Brzechwy, ul. Legionów Polskich 12
- Przedszkole Publiczne Integracyjne nr 9, ul. J. Kochanowskiego 2
- Przedszkole Publiczne nr 10 im. Lucyny Krzemienieckiej, ul. Żeromskiego 6
- Przedszkole Publiczne nr 13 im. Marii Konopnickiej, ul. Kosynierów 14
- Przedszkole „Mądre Urwisy”, ul. Żuradzka 15a
- Przedszkole Niepubliczne Integracyjne „Tęczowa Kraina”, ul. Dąbrowskiego 11
- Przedszkole Niepubliczne Delfin, ul. Sławkowska 5/6
- Przedszkole Niepubliczne, ul. Polna 5
- Przedszkole Niepubliczne Językowe, ul. Al. 1000-lecia 12[28]

### Szkoły podstawowe[27]
- Szkoła Podstawowa nr 1 im. M. Kopernika, ul. Kantego 5
- Szkoła Podstawowa nr 2 im. J. Iwaszkiewicza, ul. Kochanowskiego 2
- Szkoła Podstawowa nr 3 im. Marcina Biema, ul. Hardego 11 a
- Szkoła Podstawowa nr 4 im. Fr. Nullo, ul. Fr. Nullo 36
- Szkoła Podstawowa nr 5 im. M. Bylicy, ul. Cegielniana 24
- Szkoła Podstawowa nr 6 im. F. Chopina, ul. Długa 67
- Specjalna Szkoła Podstawowa nr 8, ul. Kochanowskiego 2
- Szkoła Podstawowa nr 9 im. ppłk. Stanisława Skarżyńskiego, ul. Kosynierów 14
- Szkoła Podstawowa nr 10 im. K. Makuszyńskiego, ul. Żeromskiego 1

### Szkoły ponadpodstawowe[29][30]
- Licea
  - I Liceum Ogólnokształcące im. K.K. Wielkiego, ul. Polna 8
  - II Liceum Ogólnokształcące im. Ziemi Olkuskiej, ul. Żeromskiego 1
  - III Liceum Ogólnokształcące im. A. Kocjana, ul. Fr. Nullo 32
  - IV Liceum Ogólnokształcące im. K.K. Baczyńskiego, ul. Korczaka 7
- Technika
  - Technikum nr 1 w Zespole Szkół nr 1 im. Stanisława Staszica ul. Górnicza 12
  - Technikum nr 2 w Zespole Szkół nr 2 ul. Partyzantów 8
  - Technikum nr 3 w Zespole Szkół nr 3 im. A. Kocjana, ul. Fr. Nullo 32
  - Technikum nr 4 w Zespole Szkół nr 4 im. Komisji Edukacji Narodowej, ul. Legionów Polskich 1
- Szkoły Branżowe I Stopnia
  - Szkoła Branżowa I Stopnia nr 1 w Zespole Szkół nr 1 im. Stanisława Staszica ul. Górnicza 12
  - Szkoła Branżowa I Stopnia nr 2 w Zespole Szkół nr 2 ul. Partyzantów 8
  - Szkoła Branżowa I Stopnia nr 3 w Zespole Szkół nr 3 im. A. Kocjana, ul. Fr. Nullo 32
  - Szkoła Branżowa I Stopnia nr 4 w Zespole Szkół nr 4 im. Komisji Edukacji Narodowej, ul. Legionów Polskich 1
  - Szkoła Branżowa I Stopnia nr 5 w Zespole Szkół Specjalnych, ul. Kochanowskiego 2
- Szkoły dla Dorosłych
  - Szkoła dla Dorosłych nr 1 w Zespole Szkół nr 1 im. Stanisława Staszica ul. Górnicza 12
  - Szkoła dla Dorosłych nr 3 w Zespole Szkół nr 3 im. A. Kocjana, ul. Fr. Nullo 32
  - Szkoła dla Dorosłych nr 4 w Zespole Szkół nr 4 im. Komisji Edukacji Narodowej, ul. Legionów Polskich 1

### Szkoły artystyczne
- Państwowa Szkoła Muzyczna I stopnia w Olkuszu, ul. Fr. Nullo 6

### Szkoły wyższe
- Społeczna Akademia Nauk w Łodzi, ul. Fr. Nullo 32
- Akademia WSB – Wydział Zamiejscowy w Olkuszu, ul. Polna 8

## Instytucje tzw. użyteczności publicznej

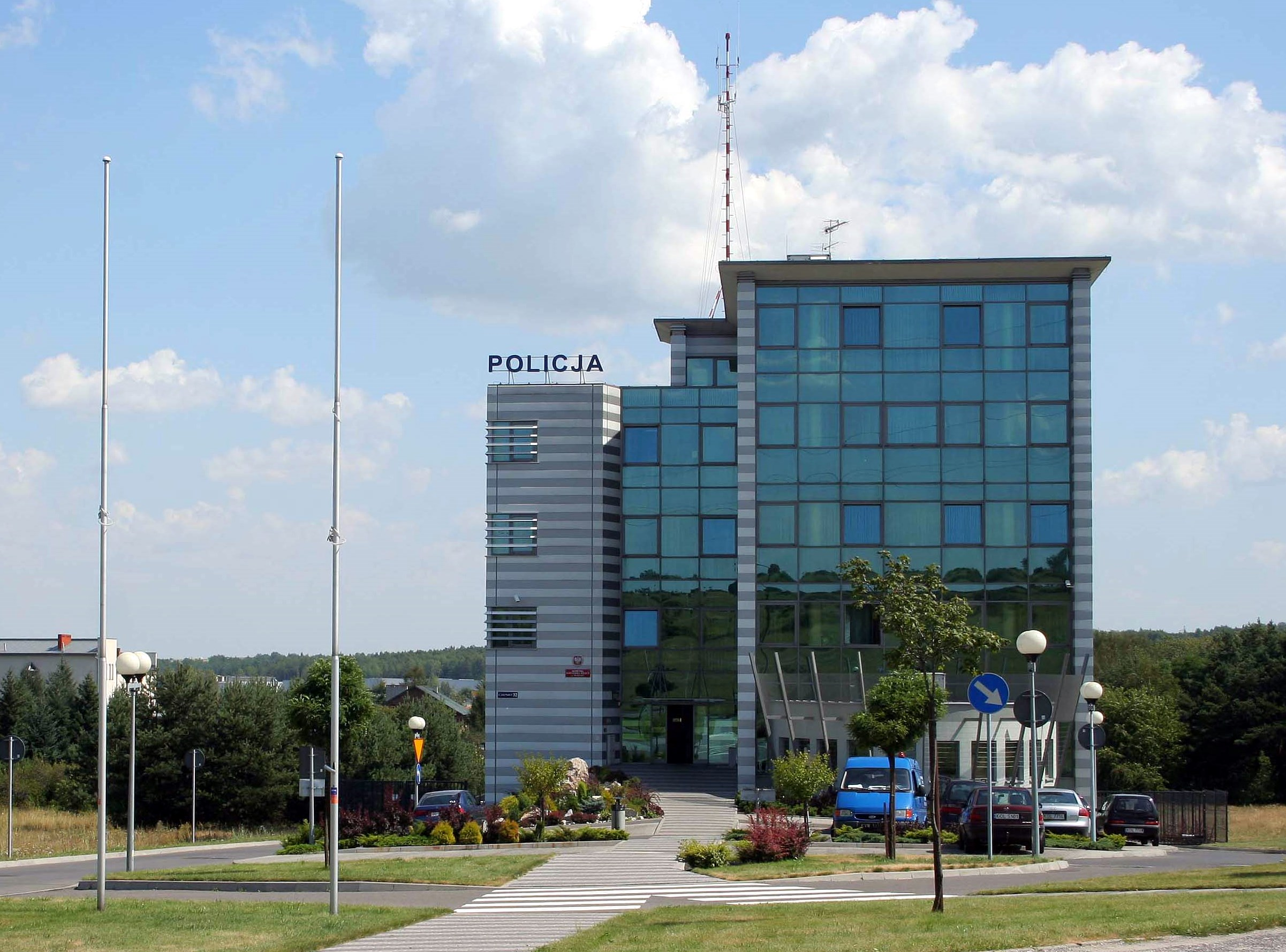
Komenda Powiatowa Policji w Olkuszu

- Prokuratura Rejonowa w Olkuszu, ul. Fr. Nullo 6
- Urząd Skarbowy w Olkuszu, ul. Budowlanych 2
- Komenda Powiatowa Policji w Olkuszu, ul. Jana Pawła II 32
- Sąd Rejonowy w Olkuszu, ul. Króla Kazimierza Wielkiego 45
- Komenda Powiatowa Państwowej Straży Pożarnej w Olkuszu, al. Tysiąclecia 2c (wraz z dwoma Jednostkami Ratowniczo-Gaśniczymi: w Olkuszu i w Wolbromiu)
- Ochotnicza Straż Pożarna w Olkuszu, ul. Floriańska 5 (wpisana do Krajowego Systemu Ratowniczo-Gaśniczego[31])
- Powiatowy Inspektorat Nadzoru Budowlanego w Olkuszu, al. 1000-lecia 15a
- Powiatowa Stacja Sanitarno-Epidemiologiczna w Olkuszu (Sanepid), al. Tysiąclecia 13 A
- Straż Miejska w Olkuszu, ul. Rynek 3.

## Transport
Na terenie miasta znajduje się stacja kolejowa do której biegną dwutorowa zelektryfikowana w 1966 roku linia kolejowa nr 62 oraz jednotorowa linia Hutniczo Szerokotorowa
W roku 2015 przy ul. 1000-lecia oddano do użytku sanitarne lądowisko dla śmigłowców.
Ciekawostką transportową jest podwodna droga.Widok na zapadającą się nową drogę 

## Wspólnoty wyznaniowe

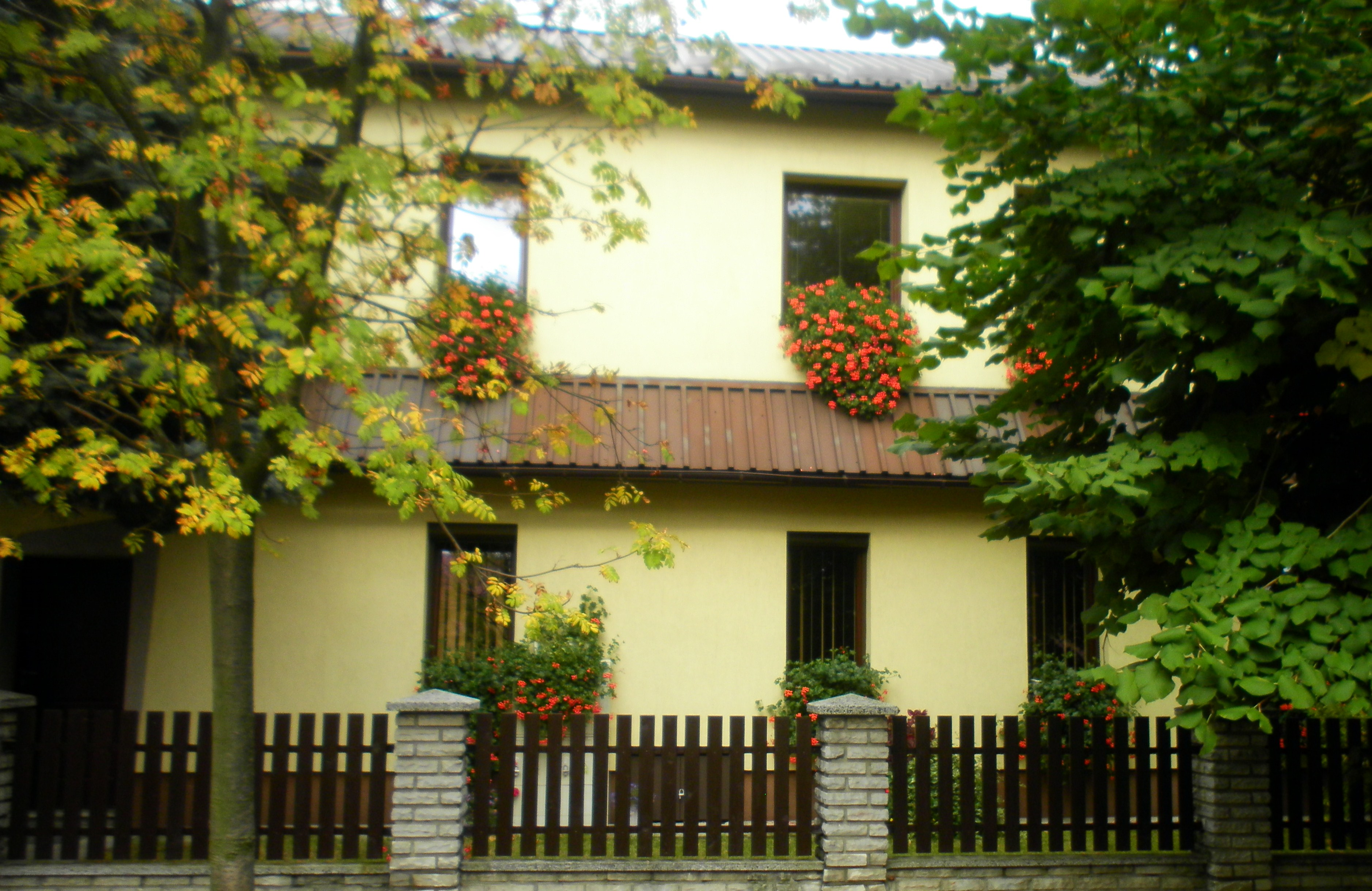
Sala Królestwa Świadków Jehowy

Na terenie Olkusza działalność religijną prowadzą następujące Kościoły i związki wyznaniowe:
- Kościół rzymskokatolicki[34]:
  - parafia św. Andrzeja Apostoła, ul. Mickiewicza 13
  - parafia św. Maksymiliana Marii Kolbego, ul. Sosnowa 1
  - parafia świętej Barbary, ul. Mieszka I 24
  - parafia Dobrego Pasterza, ul. Miła 31
- Kościół greckokatolicki:
  - ośrodek duszpasterski w Olkuszu, nabożeństwa prowadzone są w kościele rzymskokatolickim Dobrego Pasterza[35]
- Kościół Polskokatolicki:
  - Parafia Nawrócenia św. Pawła Apostoła
- Kościół Zielonoświątkowy
  - zbór „Arka”[36]
- Świadkowie Jehowy (Sala Królestwa ul. Sławkowska 26)[37][38][39]:
  - zbór Olkusz-Południe
  - zbór Olkusz-Północ

## Miasta partnerskie
Miasta partnerskie Olkusza:
- Bruay-la-Buissiere, Francja
- Schwalbach am Taunus, Niemcy
- Bjerringbro, Dania
- Staffordshire Moorlands, Wielka Brytania
- Bergamo, Włochy
- Pontenure, Włochy